# Ley (Mosela)
 Ley  es una población y comuna francesa, en la región de Lorena, departamento de Mosela, en el distrito de Château-Salins y cantón de Vic-sur-Seille.

## Demografía
| 119 | 107 | 104 | 104 | 104 | 106 |
| Para los censos de 1962 a 1999 la población legal corresponde a la población sin duplicidades (Fuente: INSEE [Consultar]) |     |     |     |     |     |